# Václav Jiří Vostřez
Václav Jiří Vostřez (26. září 1922 Záhornice – 8. srpna 2022 Hamilton, Kanada) byl česko–kanadský funkcionář, zemědělec, novinář, politik a činovník české menšiny v Kanadě.
Působil jako dlouholetý předseda Československého národního sdružení v Kanadě. Byl významným členem Společnosti pro obnovu Mariánského sloupu na Staroměstském náměstí v Praze a kanadské části Cyrilometodějské ligy. Působil jako starosta exilové kanadské orelské oblasti, která byla součástí Svatováclavské župy Československého Orla. Byl rytířem katolického bratrstva Kolumbovi rytíři.

## Život
Narodil se 26. září 1922 v obci Záhornice u Opočna do zemědělské rodiny Václava a Marie Vostřezových. Ve 30. letech převzal hospodářství po svém otci. Byl činovníkem mládežnického Sdružení katolické mládeže ve východních Čechách. Působil v agrární straně a jako jeden z několika nelidovců byl i členem Orla. Zúčastnil se všeobecné mobilizace v roce 1938.
Po roce 1945 působil lidové straně. V lednu 1949 emigroval do Německa, kde pobýval v uprchlickém táboře pro východoevropské uprchlíky. V roce 1949 se spolu s Emilem Petříkem podílel na vzniku organizace Československé strany lidové v exilu. V roce 1950 se přestěhoval do Kanady kde pracoval na farmě jako odborník na chov a genetiku hospodářských zvířat. Začal organizovat pomoc pro východoevropské uprchlíky v uprchlických táborech v Německu. Od roku 1951 pracoval v kanadské firmě National Steel Car v Hamiltonu. V roce 1967 se oženil s Czeslawou, rozenou Zyburowou, Polkou pocházející z Volyně. Později opustil okolí exilové organizace lidové strany a stal se předsedou jedné z pravicových frakcí agrární strany v exilu působící mimo Radu svobodného Československa.
Po sametové revoluci se jako pozorovatel OSN zúčastnil parlamentních voleb v Československu v roce 1990. 30. června 1990 se v Brně jako jednatel ústředí Československého Orla v zahraničí zúčastnil manifestačního sjezdu obnovujícího organizaci Orla v Československu. V roce 1992 zorganizoval pouť krajanů do Československa na podporu obnovy Mariánského sloupu. Poutníci z Kanady, USA a Austrálie zahájili své putování v červenci 1992 na Velehradě. Později v české veřejné diskuzi působil jako ideový obhájce Rudolfa Berana, předsedy pravicové Strany národní jednoty, ačkoliv v době Beranovy vlády došlo k jistému omezení činnosti organizace Orla, jehož byl Vostřez členem.
Václav Jiří Vostřez zemřel 8. srpna 2022 v Hamiltonu v Kanadě. Svoji rozsáhlou pozůstalost přenechal knihovně Libri prohibiti v Praze a Muzeu českého a slovenského exilu 20. století v Brně.